# Castor, Cambridgeshire
Castor är en ort och civil parish i Storbritannien.   Den ligger i kommunen City of Peterborough i riksdelen England, i den sydöstra delen av landet, 120 km norr om huvudstaden London. Castor ligger 15 meter över havet och antalet invånare är 817.
Terrängen runt Castor är platt. Runt Castor är det tätbefolkat, med 459 invånare per kvadratkilometer. Närmaste större samhälle är Peterborough, 6,6 km öster om Castor. Runt Castor är det i huvudsak tätbebyggt.